# Pasíteles el Vell
Pasíteles (grec antic: Πασιτέλης, llatí: Pasiteles), dit el Vell per distingir-lo de Pasíteles el Jove, va ser un escultor grec del segle v aC conegut sols per una referència de Pausànias, qui diu que va florir a l'Olimpíada 78 (468 aC) i va ser mestre de Colotes de Paros, contemporani de Fídies.
Hi ha filòlegs que han considerat la possibilitat que el passatge de Pausànias no faça referència a Colotes de Paros ans a un altre Colotes, i que tal Pasíteles no existesca, ans sia el mateix personatge que l'altre Pasíteles.